# 張紹齡
張紹齡（1462年—？），字壽卿，廣東廣州府番禺縣人，軍籍，明朝政治人物。

## 生平
成化二十二年（1486年）丙午科廣東鄉試第一名舉人。弘治九年（1496年）中式丙辰科會試第一百一名，二甲第三十六名進士。選翰林院庶吉士，改給事中。

## 家族
曾祖張子善；祖父張英；父張觀正，母鄭氏。永感下。